# Келецкая губерния
Келецкая губерния (оригинальное название: Кѣлецкая губернія; пол. Gubernia kielecka) — губерния Привислянского края (Царство Польское), в составе Российской империи, в период 1842—1844, 1867—1917 гг.
Административный центр, губернский город — Кельцы.

## История
Губерния впервые была образована в 1842 году путём переименования Краковской губернии, с центром также в городе Кельцы. В 1844 году территория Келецкой губернии была включена в новую Радомскую губернию. В 1867 году Келецкая губерния восстановлена практически в прежних границах, за исключением Бендинского уезда, отошедшего к Петроковской губернии.

## География

### Географическое положение
Келецкая губерния — самая южная из 10 губерний, входящих в состав Привислянского края (Царства Польского); между 50 и 51° с. ш. и 37 и 39° в. д.; граничит на западе с Петроковской, на севере и востоке с Радомской губернией, на юге с Галицией, от которой в большей своей части отделяется рекой Вислой, протекающей здесь в северо-восточном направлении. Занимает пространство в 8884 кв. вёрст.

### Рельеф, гидрография
Келецкая губерния представляет возвышенную местность, северо-восточная часть которой — Келецкий уезд — прорезана несколькими цепями гор, достигающими нередко 1350 фт. вышины. Южная часть губернии — Меховской, Олькушский и часть Пинчовского уезда — изрезана по всем направлениям глубокими оврагами, долинами и горными кряжами. Остальная часть губернии — северная часть Пинчовского уезда, Андреевский, Влощовский и Стопницкий уезды — представляет более ровную возвышенную местность. Губернию орошают главным образом две реки — Нида и Пилица, также часть р. Вислы, со множеством впадающих в них речек, имеющих по быстроте течения и по внезапности разливов характер горных потоков. От этого во время летних жаров во всех реках замечается резкое понижение уровня воды. В Олькушском уезде имеются незначительные озера, а в Пинчовском топкие болота по берегам р. Ниды. Губерния богата источниками соляных и серных вод. Геологическое строение площади, занимаемой Келецкой губернией (Пушо и Косинский), состоит из древнейших систем: силурийской, девонской, каменноугольной и пермской. Первые две преобладают в сев. части губернии и состоят из красного песчаника (кварцита), доломита и разного рода плитняков. Среди напластований означенных горных пород имеются богатые залежи железной, свинцовой и медной руд. Из них железные, занимая значительный, более ем 60-вёрстный район, в окрестностях г. Кельц, Хенцин и посада Далемице, и заключая до 40 % железа, разрабатываются в весьма широких размерах. Каменноугольная система наблюдается в южной части губернии, преимущественно в Олькушском уезде, где верхний слой её состоит из разного рода песчаников и глинистого плитняка, под коими имеется слой каменного угля, занимающий пространство в несколько сот тысяч кв. саж. и образующий затем в соседнем Бендинском уезде, Петроковской губернии, богатейшие во всем здешнем крае каменноугольные копи. Пермская система в Келецком и Олькушском уезде состоит из разного рода известняков. В прочих уездах слои той же системы представляют глинисто-кремнезёмистые соединения.
Затем ещё находятся в Келецкой губернии системы: триасовая, юрская и меловая. Первая из них, вследствие богатства цинковых и свинцовых руд, играет первенствующую роль в горнозаводском промысле губернии. Богатейшие цинковые руды — белый и красный галмей — располагаются в окрестностях Олькуша, Болеслава и Славкова, и, достигая нередко 8 саж. толщины, содержат до 25 % цинка. В верхних слоях системы преобладают илисто-глинистые соединения, серый песчаник, доломит и серый кристаллический известняк. Юрская система состоит, главным образом, из железистых глин и белого известняка, образующего большие пещеры вблизи Ойцова и др. В состав меловой системы в губернии входят, сверх гипса и мела, известково-глинистые соединения, заключающие в некоторых местностях Пинчовского и Стопницкого уезда до 70 % серы. Самые богатые залежи серы находятся вблизи д. Чарковы. Кроме того, в окрестностях г. Кельц добывается серый и красно-белый мрамор; в окрестностях Олькуша — чёрный мрамор. Последние две системы составляют большей частью подпочвенный слой земли в Келецкой губернии и имеют, между прочим, немаловажное значение в ветеринарно-санитарном отношении, вследствие насыщения разными минеральными солями стоячих вод, которые, служа водопоем для скота, вызывают частые заболевания и даже отравления его, особенно в Олькушском и Пинчовском уездах. В первом преобладают отравления свинцом и цинком, во втором — серой. Поверхностный слой земли — собственно почва её — представляет значительное разнообразие: в Меховском уезде и южн. части Пинчовского уезда почва чернозёмная, в Андреевском, сев. части Пинчовского и южной части Стопницкого — известково-глинистая и проч. Самые толстые слои чернозёма находятся в окрестностях посада Прошовице, которые причисляются к наиболее плодородным местностям всего Привислянского края.

## Административное деление
В начале века в состав губернии входило 7 уездов:
| № | Уезд        | Уездный город         | Площадь, вёрст² | Население (1897), чел. |
| - | ----------- | --------------------- | --------------- | ---------------------- |
| 1 | Андреевский | Андреев (4 717 чел.)  | 1 115,8         | 78 889                 |
| 2 | Влощовский  | Влощов (3 724 чел.)   | 1 218,0         | 74 437                 |
| 3 | Келецкий    | Кельцы (23 178 чел.)  | 1 676,5         | 142 754                |
| 4 | Меховской   | Мехов (4 175 чел.)    | 1 204,4         | 114 410                |
| 5 | Олькушский  | Олькуш (3 441 чел.)   | 1 235,4         | 113 540                |
| 6 | Пинчовский  | Пинчов (9 075 чел.)   | 1 014,2         | 107 495                |
| 7 | Стопницкий  | Стопница (4 420 чел.) | 1 404,3         | 130 470                |

## Руководство губернии

### Губернаторы
| Ф. И. О.                        | Титул, чин, звание                                                     | Время замещения должности |
| ------------------------------- | ---------------------------------------------------------------------- | ------------------------- |
| Белоскурский Эдуард Кильянович  | статский советник                                                      | 1842—1844                 |
| Хлебников Константин Дмитриевич | генерал-майор                                                          | 10.06.1867—18.03.1869     |
| Нератов Анатолий Иванович       | статский советник, и. д.                                               | 18.03.1869—12.03.1871     |
| Лещов Александр Никитич         | тайный советник                                                        | 23.04.1871—05.07.1884     |
| Иваненко Николай Фёдорович      | тайный советник                                                        | 05.07.1884—02.05.1897     |
| Щировский Евгений Павлович      | действительный статский советник                                       | 02.05.1897—01.07.1899     |
| Озеров Борис Александрович      | в звании камергера, действительный статский советник (тайный советник) | 01.07.1899—1914           |
| Лигин Валериан Валерианович     | действительный статский советник                                       | 1914—1917                 |

### Вице-губернаторы
| Ф. И. О.                         | Титул, чин, звание                    | Время замещения должности |
| -------------------------------- | ------------------------------------- | ------------------------- |
| Мануйлов Аполлон Аполлонович     | статский советник                     | 01.01.1867—05.09.1869     |
| Горемыкин Иван Логгинович        | статский советник                     | 05.09.1869—20.06.1873     |
| Севастьянов Михаил Николаевич    | статский советник                     | 14.07.1873—09.06.1878     |
| Фрибес Александр Викентьевич     | действительный статский советник      | 09.06.1878—20.08.1879     |
| Субботкин Евгений Михайлович     | действительный статский советник      | 08.02.1880—16.02.1884     |
| Майлевский Михаил Александрович  | действительный статский советник      | 12.04.1884—05.07.1884     |
| Подгородников Иван Григорьевич   | действительный статский советник      | 05.07.1884—04.07.1885     |
| Солнцев Александр Андреевич      | статский советник                     | 04.07.1885—03.12.1885     |
| Миллер Константин Константинович | статский советник                     | 26.12.1885—20.07.1887     |
| Озеров Борис Александрович       | в звании камергера, статский советник | 10.08.1887—03.12.1892     |
| Михалевич Матвей Викторович      | действительный статский советник      | 03.12.1892—28.04.1908     |
| Девель Дмитрий Фёдорович         | коллежский советник                   | 28.04.1908—14.02.1911     |
| Кобылецкий Орест Михайлович      | действительный статский советник      | 14.02.1911—1917           |

## Сельское хозяйство
Климат Келецкой губернии значительно суровее, чем можно бы ожидать при её географическом положении, чему причиной довольно значительная высота над уровнем моря и Карпатские горы, расположенные в Галиции, препятствующие проникновению юго-зап. тёплых ветров; с другой стороны — свободный доступ северным, холодным, дождевым ветрам. Часто выпадает град особенно в мае, июне и июле. Из культурных растений первое место принадлежит озимой ржи, посев которой превосходит вдвое посев озимой и яровой пшеницы; затем следует пшеница (главным образом в Меховском, Пинчовском и Андреевском уездах), овёс, ячмень и гречиха (в уездах Келецком, Влощовском и Стопницком), горох и картофель; последний — самый важный пищевой продукт для местного крестьянского населения. Ввиду крайне незначительного количества лугов и сенокосов в губернии, постоянно заменяемых пашнями, часть полей занята посевом белого и красного клевера, тимофеевки, вики, эспарсета, голубого и жёлтого люпина, конского зуба а также корнеплодов: кормовой моркови, свёклы и проч. Причина уменьшения пастбищ — чисто местная. Крестьяне, со времени освобождения от крепостной зависимости. пользуются в здешнем крае сервитутным правом, предоставляющим им, между прочим, свободную пастьбу скота на помещичьих выгонах, пожнивах, парах и проч. Взамен упомянутого сервитута, часто невыгодного для обеих сторон, помещики, по взаимному соглашению с крестьянами, дают последним известное количество удобной, пахотной земли в собственное их владение. Освободившись таким образом от обязанностей, налагаемых сервитутом, но сократив значительно размер своих имений, помещики, желая пополнить убыль, обращают выгоны и луга под пашни. Немаловажную роль играет и то обстоятельство, что имения их распродаются по частям крестьянам, которые, желая получить возможно больше дохода, также обращают луга и пастбища под посев хлеба.
Леса Келецкой губернии занимают 180.477 десятин и состоят главным образом из сосны, ели и ольхи; дубовые и берёзовые леса попадаются лишь в Меховском и южной части Пинчовского уездов. Земледелие, вследствие значительной плотности населения (81,1 чел. на 1 кв. версту), ведётся интенсивно, с применением искусственного удобрения и усовершенствованных земледельческих орудий. Самая высокая культура почвы — в Меховском уезде, где земля продаётся но 300—500 руб. за дес. В 1885 году числилось в губернии 60.668 дес. неудобной земли, а в 1895 году — только 46.044 дес. Из общего числа 847903 дес. пахотной 473762 дес., усадебной земли 26.493 д., пастбищ и сенокосов 63038 д., садовой и огородной 20.198 д. Крестьянские наделы в Келецкой губернии малы и постоянно мельчают, вследствие роста населения и дележа земельных участков. Помещичьи хозяйства большей частью средней величины, 200—300 д. Губерния не только обеспечивает своим хлебом нужды населения, но и даёт ежегодно избыток для заграничного экспорта.
Количество скота в губернии (1893):
| Уезды       | Крупный рогатый скот | Лошади | Овцы   | Свиньи | Итого  |
| Келецкий    | 44271                | 10525  | 8839   | 6294   | 69929  |
| Андреевский | 27762                | 12266  | 38402  | 7416   | 85846  |
| Влощовский  | 28890                | 13538  | 32438  | 11676  | 86542  |
| Пинчовский  | 33494                | 17139  | 11209  | 12489  | 74331  |
| Меховский   | 37826                | 25053  | 20756  | 15087  | 98722  |
| Олькушский  | 23804                | 10987  | 8949   | 8363   | 52103  |
| Стопницкий  | 47737                | 17100  | 11351  | 13817  | 90005  |
| Итого       | 243784               | 106608 | 131944 | 75142  | 557478 |

## Население
В губ. 7 городов, 34 посада, 128 гмин; из числа последних — посадских и смешанных 28, сельских 94. Жителей к 1 января 1895 году 821.964 (439.320 женщ.): 2.182 православных, 723.471 католиков, 3.040 протестантов, 93.246 евреев, 25 чел. прочих исповеданий. Из 10 Привислянских губерний, Келецкая губерния по пространству занимает последнее место, по числу жителей 7-е, по плотности населения 4-е.
По переписи 1897 года, жителей было 761.995 (мужчин 373.700, женщин 388.295), из них в городах — 70.402; поляков 667 тыс., евреев 83 тыс., русских 9 тысяч.
Национальный состав в 1897 году:
| Уезд             | поляки | евреи  | русские |
| ---------------- | ------ | ------ | ------- |
| Губерния в целом | 87,5 % | 10,9 % | 1,0 %   |
| Андреевский      | 89,0 % | 10,2 % | …       |
| Влощовский       | 89,1 % | 10,0 % | …       |
| Келецкий         | 83,7 % | 12,8 % | 2,4 %   |
| Меховской        | 93,4 % | 5,0 %  | 1,2 %   |
| Олькушский       | 88,9 % | 10,0 % | …       |
| Пинчовский       | 86,1 % | 12,7 % | …       |
| Стопницкий       | 84,7 % | 14,1 % | …       |

## Промышленность и торговля
Промышленность на 1911 год: фабрик и заводов, не обложенных акцизом, — 114, с производством свыше 6.056 тысяч руб..
Келецкую губернию пересекают 2 шоссейные дороги: одна соединяет Кельцы с Краковом, другая идёт из губерний Петроковской и Радомской до г. Кельц, где станция Ивангородо-Домбровской железной дороги. Последняя значительно содействовала развитию горного дела в губернии. В настоящем своём виде Келецкая губерния существует с 1866 года.
По переписи 1897 года жителей было 761995 (мужчин 373700, женщин 388295), из них в городах проживали 70402 человек. Поляков 667 тыс., евреев 83 тыс., русских 9 тысяч.

## Источник
- Вейнберг Л. Б. Келецкая губерния // Энциклопедический словарь Брокгауза и Ефрона : в 86 т. (82 т. и 4 доп.). — СПб., 1890—1907.